# 帕迪·巴恩斯
帕迪·巴恩斯MBE（Patrick Gerard Barnes；1987年4月9日—）是爱尔兰的一名拳击运动员，在2008年北京奥运会和2012年伦敦奥运会上，各获得一枚男子轻蝇量级铜牌。巴恩斯代表北愛爾蘭在2010年和2014年大英國協運動會奪得金牌。巴恩斯自11岁时开始练习拳击，起初他以训练足球出身，但后因感到不适合而转练拳击。